# 玛沃利沙福
玛沃利沙福（商品名：Xolremdi）是一种含氮有机化合物，分子式C21H27N5，可作为趋化因子受体CXCR4的拮抗剂。